# Värrätsaari
Värrätsaari är en ö i Finland. Den ligger i sjön Saimen och i kommunen Taipalsaari i den ekonomiska regionen  Villmanstrands ekonomiska region  och landskapet Södra Karelen, i den södra delen av landet, 200 km nordost om huvudstaden Helsingfors. Öns area är 1,63 kvadratkilometer och dess största längd är 3,1 kilometer i öst-västlig riktning.